# Alitalia CityLiner
Alitalia CityLiner S.p.A. è stata una compagnia aerea regionale totalmente controllata da Alitalia. La società effettuava voli "punto a punto" su distanze medio-brevi, i cui volumi di traffico tipici richiedevano aeromobili di dimensioni fino ad un massimo di 100 posti. Inoltre trasportava passeggeri dagli aeroporti minori verso Roma-Fiumicino secondo il concetto hub and spoke". Le basi operative principali erano negli aeroporti di Roma - Fiumicino e Milano - Linate.
Alitalia CityLiner riprendeva i compiti di Alitalia Express, vettore regionale di Alitalia-Linee Aeree Italiane la cui flotta di aeromobili Embraer 170 era stata a suo tempo completamente radiata.

## Storia
La società fu fondata il 7 giugno 2006 con la ragione sociale Air One CityLiner, sussidiaria rinteramente controllata da Air One. Iniziò le operazioni di volo nel mese di luglio, dopo il rilascio del COA da parte dell'ENAC, con i primi due Canadair CRJ 900 consegnati qualche settimana prima . Le prime due rotte inaugurate furono la Trieste-Roma e la Genova-Napoli. Dopo appena 15 giorni dall'inizio delle operazioni furono consegnati altri due esemplari e la rete iniziò ad espandersi. In agosto arrivò il quinto aereo, a novembre il sesto ed ultimo dell'ordine a suo tempo stipulato da Air One. Fu, in seguito, esercitata l'opzione prevista per ulteriori quattro macchine, che verranno consegnate rispettivamente a marzo, aprile e maggio del 2007.
Nel febbraio 2007 la società inaugurò il primo volo internazionale, sulla direttrice Torino-Parigi CDG e, da quel momento, la rete internazionale si allargò sempre di più, toccando destinazioni come Atene, Barcellona, Berlino-Tegel, Bruxelles, Tolosa, Salonicco, Vienna e Zurigo.
Il 13 gennaio 2009, con l'integrazione di Air One in Alitalia-Compagnia Aerea Italiana, Air One CityLiner cambiò proprietario ma non i compiti operativi. Alitalia si dedicò al rinnovo della flotta. Dopo avere valutato i modelli dei due più importanti produttori di aeromobili regionali, Bombardier ed Embraer, e di Sukhoi (che si inseriva in questo segmento in partenariato con l'italiana Alenia), nei primi mesi del 2011 furono selezionati i velivoli del modello Embraer E-Jets. Non a caso, nell'aprile 2011, la società fu rinominata Alitalia CityLiner.
Il 6 ottobre dello stesso anno fu presentato, nell'aeroporto di Roma-Fiumicino, il primo dei 5 Embraer 190 ordinati, tinteggiato nella nuova livrea Alitalia CityLiner. A marzo del 2012 fu consegnato il quarto Embraer, EMB-190, questo nei colori dell'alleanza Skyteam. Con la trasformazione di Alitalia-Compagnia Aerea Italiana in Alitalia-Società Aerea Italiana all'inizio del 2015 Alitalia CityLiner mantenne i compiti operativi. Il destino dell'azienda coincise con quello di Alitalia-SAI e le attività di volo furono interrotte il 15 ottobre 2021.

## Flotta

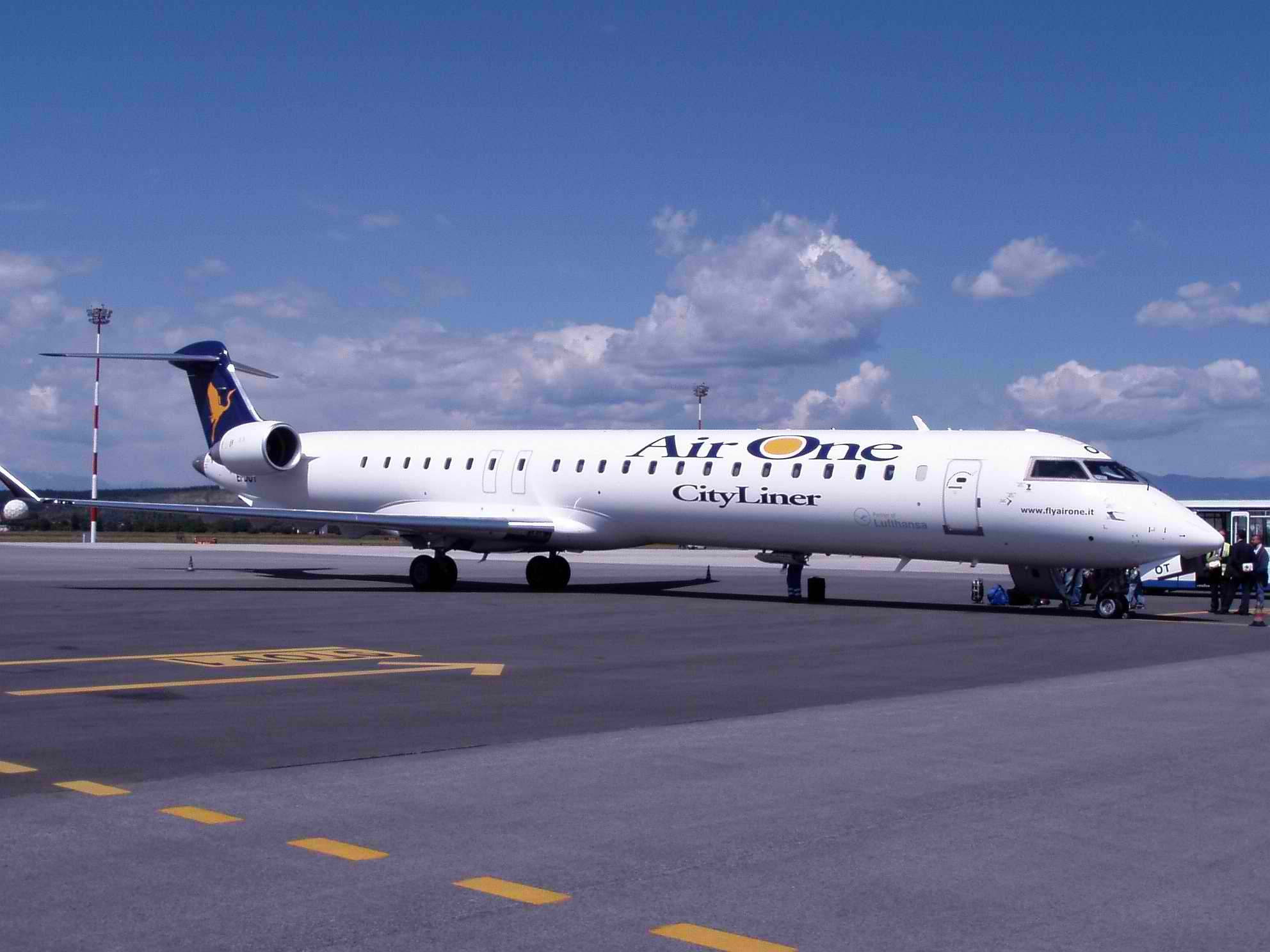
Un Bombardier CRJ900 negli originari colori Air One CityLiner.

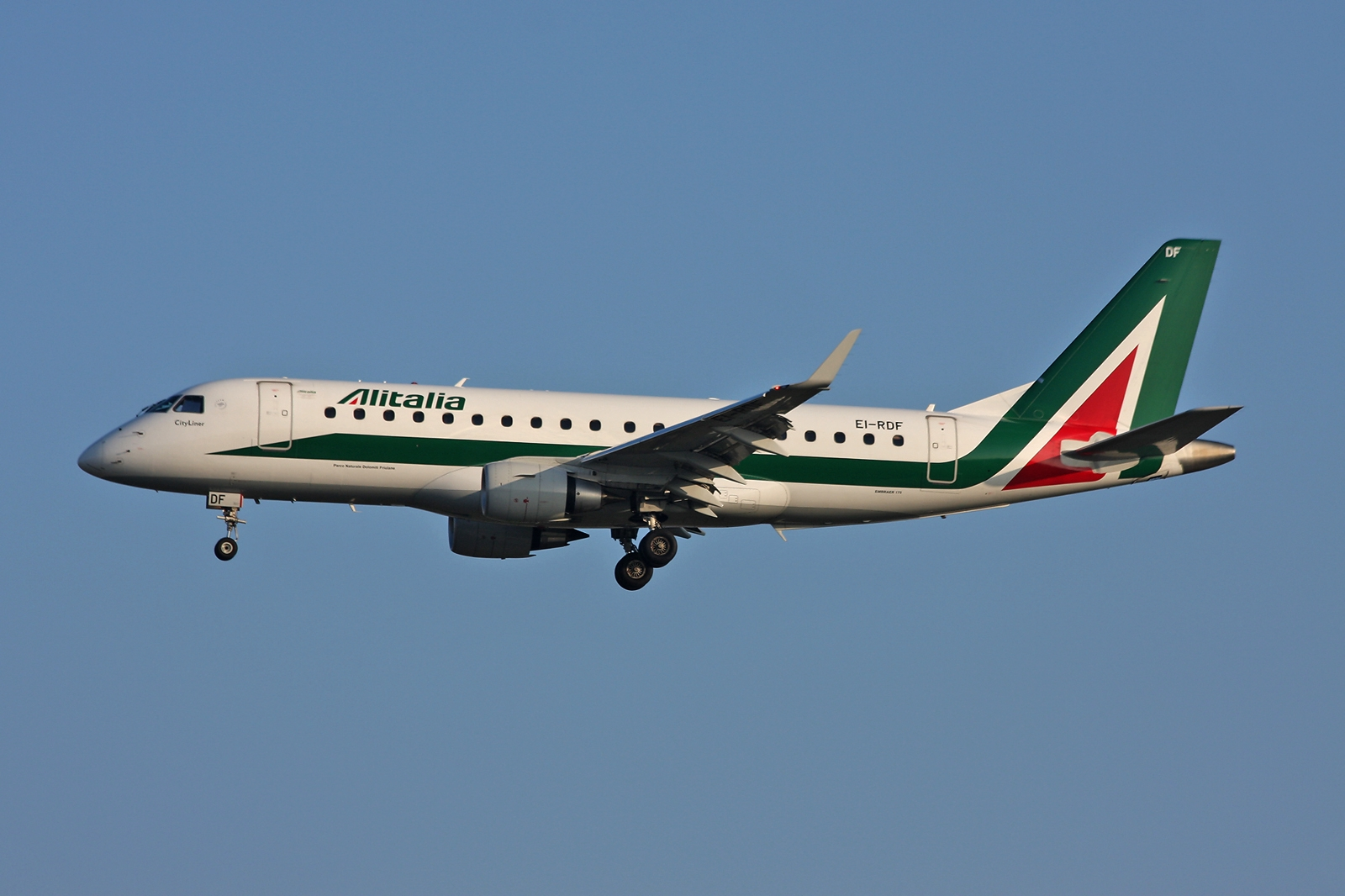
Un Embraer ERJ-175 STD

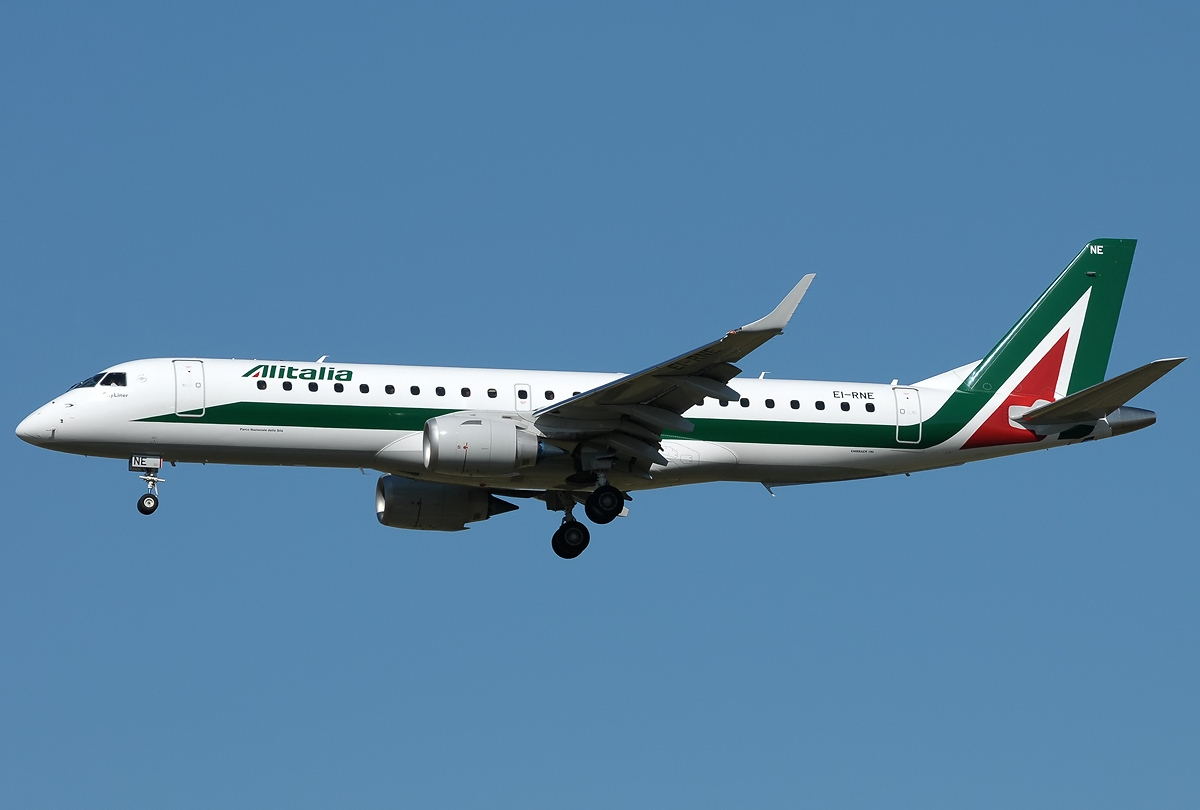
Un Embraer ERJ-190 STD

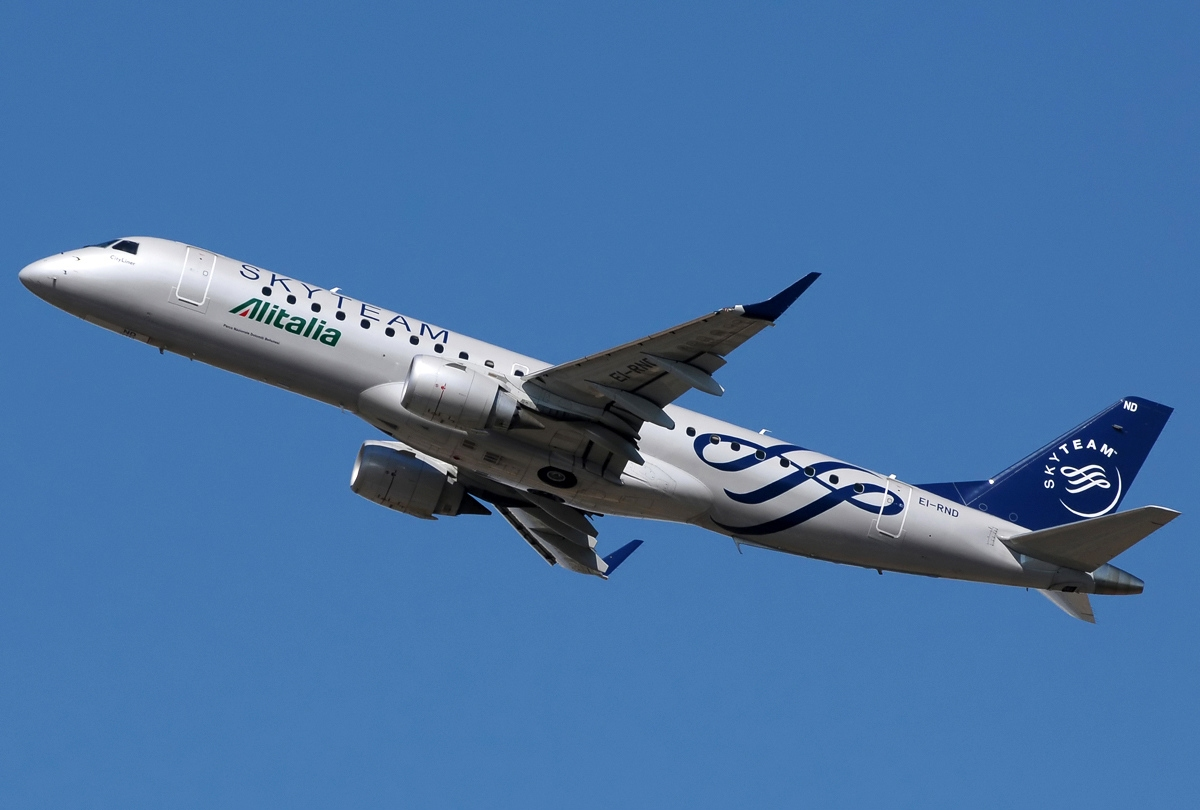
Un Embraer ERJ-190 STD nei colori del gruppo Skyteam.

Nel corso degli anni Alitalia CityLiner utilizzò i seguenti tipi di aeromobile (compresi quelli ereditati da Air One CityLiner):

### Dettaglio degli aerei
Bombardier CRJ-900ER

- EI-DOT
- EI-DOU
- EI-DRI
- EI-DRJ
- EI-DRK
- EI-DUK
- EI-DVP
- EI-DVR
- EI-DVS
- EI-DVT

Embraer E175 STD
- EI-RDA Parco nazionale del Gran Paradiso
- EI-RDB Parco Nazionale dello Stelvio
- EI-RDC Parco Nazionale delle Cinque Terre
- EI-RDD Parco nazionale d'Abruzzo, Lazio e Molise
- EI-RDE Parco dell'Etna
- EI-RDF Parco naturale delle Dolomiti Friulane
- EI-RDG Parco Nazionale dell'Asinara
- EI-RDH Parco Delta del Po
- EI-RDI Parco regionale storico di Monte Sole
- EI-RDM Parco Nazionale della Majella
- EI-RDN Parco Nazionale dell'Alta Murgia
- EI-RDO Parco Regionale della Maremma

Embraer E190 STD
- EI-RNA Parco Nazionale del Vesuvio
- EI-RNB Parco nazionale del Pollino
- EI-RNC Parco Nazionale Arcipelago Toscano
- EI-RND Parco Nazionale Dolomiti Bellunesi (in livrea SkyTeam)
- EI-RNE Parco Nazionale della Sila

La maggior parte degli aerei Alitalia CityLiner risultava immatricolato in Irlanda; questo sia perché l'Italia non ha siglato direttamente il trattato di Città del Capo, sia perché gli aerei erano in leasing da società irlandesi.